# Storbritanniens rymdprogram
Storbritanniens rymdprogram är en plan av regering och andra intressenter för att främja brittiskt deltagande på den internationella marknaden för satellituppskjutningar, satellitkonstruktioner och andra rymdåtaganden. Det har dock aldrig varit regeringens avsikt att skapa brittiska astronautkårer. Istället har fokus legat på obemannade satellituppskjutningar. Den brittiska regeringen var inte med och finansierade den Internationella rymdstationen. Nyligen[när?] har den brittiska regeringen ändrat linje och har börjat stödja ett SSTO rymdskepp kallat Skylon.